# 589780 Ajka
589780 Ajka è un asteroide della fascia principale esterna. Scoperto nel 2010, presenta un'orbita caratterizzata da un semiasse maggiore pari a 3,238088 UA e da un'eccentricità di 0,083081, inclinata di 15,759323° rispetto all'eclittica.
È dedicato alla omonima cittadina ungherese.